# Рашковський Сергій Львович
Сергій Львович Рашковський (нар. 15 серпня 1950) — український радіоастроном, лауреат Державної премії України (1997).

## Біографія
Народився в Харкові 15 серпня 1950 року. 1972 року закінчив Харківський інститут радіоелектроніки. 1983 року захистив кандидатську дисертацію «Розробка електродинамічного методу розрахунків і дослідження характеристик антен, що розміщаються біля границі розподілу двох середовищ». Працював в Харкові в Радіоастрономічному інституті НАНУ.

## Нагороди
- Державна премія України в галузі науки і техніки за цикл праць «Розробка принципів наддалекої низькочастотної інтерферометрії, створення української мережі радіоінтерферометрів для космічних досліджень і спостереження на ній» (1997)[2]